# 埃特纳火山

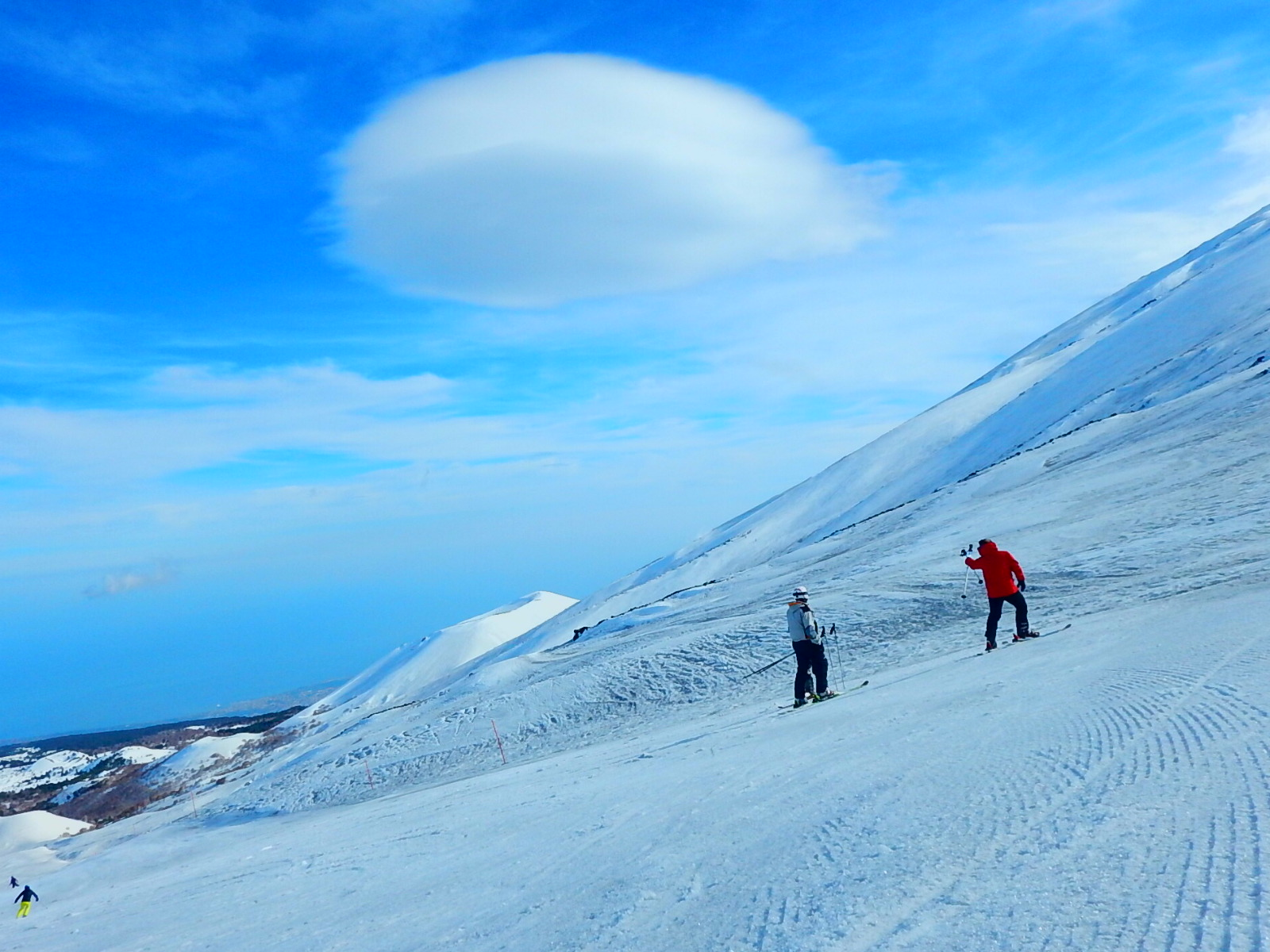
埃特納有兩個滑雪場。埃特纳火山已经持续地爆发几十万年了。位于意大利西西里岛的埃特纳火山喷出的岩浆可高达一公里。它并不是地球上唯一的活火山，但却是最大的几个之一，它的底座横跨50公里宽，高度约3公里。

埃特纳火山（義大利語：Etna），是欧洲著名的活火山，属层状火山。它位于意大利西西里岛东海岸的墨西拿和卡塔尼亚之间，是欧洲最高的活火山，海拔3326米，其高度随喷发活动而变化。埃特纳火山下部为一个巨大的盾形火山，上部为高约300米的火山渣锥，面积约1190平方公里，底部周长约140公里。由于埃特纳火山处于亚欧板块和非洲板块交汇处，一直活动频繁，为世界上爆发次数最多的火山之一。國際火山學與地球內部化學協會（IAVCEI）將這座火山列為十年火山。

## 喷发史
這座火山的喷发史可以追溯到公元前1500年，迄今为止已喷发过200多次，但許多的火山噴發沒有留下紀錄，或是紀錄丟失。目前已知的最早噴發紀錄為西元前396年，火山噴發阻止了迦太基人進軍。
西元前122年，發生了一次猛烈的噴發，大量的火山碎屑飛向東南方，並毀壞了大量的城鎮，羅馬政府為幫助重建停收了10年的賦稅。
西元1669年的噴發則是自西元前122年以來最具破壞力的一次，始於1669年3月11日，產生的岩漿流摧毀了南側至少10個村莊，並於5周後的4月15日到達卡塔尼亚的城牆，大部分的岩漿都被城牆引至城鎮南部，並填滿了卡塔尼亞的港口，但仍有小部分衝破西側的脆弱城牆，摧毀了部分建築物並在本篤會修道院附近停下，並沒有到達市中心。雖然有說法表示有1萬5甚至2萬的人死於岩漿，但是當時報導並沒有寫出確切的死亡人數，因此無法完全確定死者皆由於火山而死。
1852年8月的喷发是较大规模的一次，火山连续喷发372天，喷出的熔岩达100万m³，摧毁了附近几座市镇。
1979年起，火山喷发活动持续了3年，其中1981年3月17日的喷发成为最为猛烈的一次。此后火山在1987、1989、1990、1991、1992和1998年又多次爆发。进入21世纪后，火山又在2001、2002、2011、2012、2013爆发、2017、2018、2019、2020、2021、2022年、2023年、2024年。
目前完全確定由於火山噴發而死的人數為77人，最近一次為1987年兩名遊客死於山頂附近的突然的爆發。

## 参阅
- 義大利火山列表